# 8061 Ґаудіум
8061 Ґаудіум (8061 Gaudium) — астероїд головного поясу, відкритий 27 жовтня 1975 року.
Тіссеранів параметр щодо Юпітера — 3,173.